# بانوماهی جهنده
بانوماهی جهنده (نام علمی: Elops saurus) نام یک گونه از سرده بانوماهیان است.